# Buon anniversario
Buon anniversario è un album discografico del cantante francese Charles Aznavour, pubblicato nel 1971 dalla Barclay.

## Tracce
- I testi in francese sono stati tradotti da Giorgio Calabrese, Claudio Daiano, Vito Pallavicini.

### Lato A
1. No, non mi scorderò mai (Non, je n'ai rien oublié), Charles Aznavour, Georges Garvarentz, Giorgio Calabrese, 6:24
2. Ne deduco che t'amo (J'en deduis que je t'aime), Charles Aznavour, Giorgio Calabrese, 3:03
3. Morire d'amore (Mourir d'aimer), Charles Aznavour, Giorgio Calabrese, 3:58
4. E tu strafai (Tu exagères), Charles Aznavour, Giorgio Calabrese, 3:10
5. Buon anniversario (Bon anniversaire), Charles Aznavour, Giorgio Calabrese, 4:02

### Lato B
1. Il sole verde tornerà (Les jours heureux), Charles Aznavour, Vito Pallavicini, 4:32
2. Questa giovinezza  (Sa jeunesse), Charles Aznavour, Georges Garvarentz, Giorgio Calabrese 4:45
3. La tua luce  (La lumiere), Charles Aznavour, Claudio Daiano, 3:27
4. Chi (Qui), Charles Aznavour, Giorgio Calabrese, 3:33
5. L'istrione (Le cabotin),  Charles Aznavour, Georges Garvarentz, Giorgio Calabrese 4:30